# Daron Malakian
Daron Vartan Malakian (ur. 18 lipca 1975 w Los Angeles) – amerykański gitarzysta pochodzenia ormiańskiego, współzałożyciel System Of A Down.

## Życiorys
Jego ojciec (Vartan Malakian) jest malarzem abstrakcyjnym, zaprojektował okładki płyt Mezmerize, Hypnotize i Dictator oraz korpus gitary Ibanez DMM1. Matka jest rzeźbiarką.
Chodził do ormiańskiej prywatnej szkoły "Rose and Alex Pilibos" razem z Serj Tankianem i Shavo Odadijanem. Nie miał najlepszych stopni, ledwo zdawał przedmioty.
W System of a Down pełni rolę zarówno gitarzysty, jak i drugiego wokalisty. Jest głównym kompozytorem muzyki i (razem z Serjem Tankianem) autorem tekstów. Ponadto Malakian posiada własną wytwórnię płytową EatUrMusic, zajmuje się zespołami takimi jak: Amen, The Ambulance, Bad Acid Trip.
Założył własny zespół Scars On Broadway w którego skład wchodzi także perkusista System of a Down John Dolmayan. Zespół wydał swoją pierwszą płytę 29 lipca 2008 roku. 
W 2004 roku muzyk został sklasyfikowany na 30. miejscu listy 100 najlepszych gitarzystów heavymetalowych wszech czasów według magazynu Guitar World.

## Instrumentarium
| Gitary - Ibanez Iceman guitars (Iceman 400) - Custom Ibanez IC 300's - Ibanez ICX 120's - Custom Ibanez IC 200's - Ibanez DMM1 Daron Malakian Signature Model - Jackson Randy Rhodes RR5 (RR24) - Gibson Les Paul Standard (black) - Gibson SG Standard (red) - Fender Standard Stratocaster (black) - 1962 Gibson SG - Gibson Korina Flying Vs - 1964 Gibson SG Special (P90 pickups) - Fender Jazzmaster - Double-neck Gibson SG Efekty gitarowe - BOSS MT-2 Metal Zone - Schaller Security Locks - FullTone Clyde Wah Wah Pedal - Line 6 DL-4 Delay Modeler Looper pedal | Wzmacniacze i kolumny głośnikowe - Marshall MODE FOUR amplifier - Mesa Boogie Dual Rectifier - Mesa Boogie Triple Rectifier - Marshall 1987X "Plexi" - Orange Amplification - Matchless Amplification - Vox Amplification - Ibanez Amplification - Soldano Amplification - Carvin Amplification - Marshall MF 400 cabinets - Mesa Boogie Cabinets - 100-watt Marshall JMP100 amp - Divided by 13 model FTR-37 amp Kostki i struny gitarowe - Ernie Ball Skinny Top Heavy Bottom .10-.52 - Ernie Ball .12-.60 Baritone strings - Jim Dunlop Delrin Triangle .43mm & .96mm picks. |

## Dyskografia
Single
| Tytuł                                              | Rok  | Pozycja na liście | Album             |
| Tytuł                                              | Rok  | FRA               | Album             |
| -------------------------------------------------- | ---- | ----------------- | ----------------- |
| "Rebellion" (Linkin Park featuring Daron Malakian) | 2014 | 83                | The Hunting Party |

## Filmografia
- We Sold Our Souls for Rock 'n Roll (2001, film dokumentalny, reżyseria: Penelope Spheeris)[5]